# Mesrobes Mastósio
São Mesrobes Mastósio (em latim: Mesrobes Mastosius; em armênio/arménio: Մեսրոպ Մաշտոց; romaniz.: Mesrob/Mesrop Machtots /Mashtots/Mashdodz; Taraunitis, 360 – 17 de fevereiro de 440) foi um monge, teólogo, hinógrafo e linguista armênio. Foi também um cortesão e militar que se tornou sacerdote itinerante, impulsionado pela obsessão de suas ideias. É reverenciado como santo e educador, criador dos alfabetos armênio, udi e georgiano.

## Biografia
Nascido numa pequena aldeia a oeste do monte Ararate, perto do lago de Vã, na atual Turquia, Mastósio desde a infância sentia fascínio pelas línguas. De acordo com seu biógrafo Corium, recebeu uma educação liberal, aprendendo os idiomas persa e grego. Tornou-se tão profundo conhecedor deste último que logo galgou a um posto de conselheiro do governo do rei Cosroes IV. Mas a vida na corte não lhe agradava, levando-o, aos 35 anos, a partir para regiões inóspitas, viajando a pé por toda a Ásia Menor.
Mastósio recrutou equipes de monges para traduzir as obras-primas da religião, da ciência e da literatura da Antiguidade, como da Patrística e dos Concílios Ecumênicos, para a língua armênia como escrita nesse novo alfabeto. Boa parte do trabalho foi realizado no mosteiro de Amaras. Mesrobes é creditado, como resultado deste trabalho, pela primeira tradução da Bíblia para a língua armênia, além de um grande corpus produzido em armênio clássico. Sua tradução foi baseada na Septuaginta, em grego.
Morreu em 440, em Valarsapate, e está enterrado em Oxacã, um vilarejo histórico oito quilômetros a sudoeste de Axetaraque, localizado na região de Aragatsotn.